# Yamaha YZF 600 R Thundercat
Die Yamaha YZF 600 R Thundercat ist ein Supersport-Motorrad des japanischen Motorradherstellers Yamaha, das in Europa von 1996 bis 2004 angeboten wurde. In den USA wurde das Modell bis einschließlich 2007 verkauft.

## Geschichte
Die YZF 600 R Thundercat wurde von Yamaha als Nachfolger der FZR 600 im Segment der Supersportler platziert. Trotz guter Fahrleistungen konnte sie sich auf der Rennstrecke gegen die teils deutlich leichtere Konkurrenz nur schwer behaupten und wurde 1999 von der YZF-R 6 abgelöst, welche durch ihre deutlich radikalere Bauweise bestach. Die Thundercat wurde fortan als Supersporttourer beworben, was ihren Eigenschaften deutlich besser entsprach. Auf der Landstraße kamen ihre Vorzüge wie eine bequeme Sitzposition, Doppelsitzbank und effektive Verkleidung besser zur Geltung als auf dem Rundkurs.

## Modellentwicklung
Während des gesamten Produktionszeitraums gab es nur kleinere Änderungen an der Thundercat.
ab Modelljahr 1998:
- schwarz lackierter Endschalldämpfer statt Edelstahlummantelung
- geänderte Hinterraddämpfung mit 5 Positionen statt 20

## Zusätzliche technische Daten
- Beschleunigung (0–100 km/h): 3,6 s
- Federung hinten: Schwinge, Monocross-Federbein
- Frontscheinwerfer H4, 60/55 W, 12 V